# Рыночная церковь (Падерборн)
Рыночная церковь в Падерборне — бывшая иезуитская и университетская церковь, святого Франциска Ксаверия, также известная как «Рыночная церковь». Находится в центре города Падерборн, недалеко от Ратушной площади и рядом с гимназией Теодорианум, которая по четвергам использует церковь для школьных католических служб.
Церковь получила свое название, когда первоначальную рыночную церковь «Санкт-Панкратий» на современной Мариенплац пришлось снести в 1784 году из-за ветхости, а затем она взяла на себя функции приходской церкви.
Первый камень сегодняшней рыночной церкви был заложен в 1682 году князем-епископом Фердинандом фон Фюрстенбером. Планы на строительство принадлежат иезуитскому брату-мирянину Антону Хюлсе. 14 сентября 1692 года, только спустя десять лет, она была освящена как иезуитская церковь. Церковь уже была учреждением университета и гимназии.

## Барочный алтарь

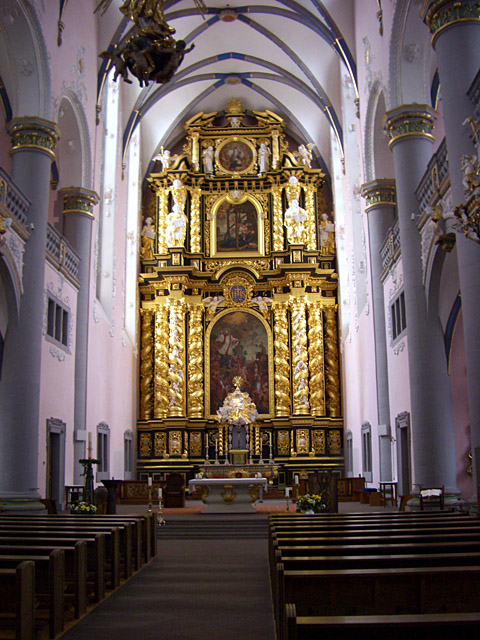
Барочный алтарь

Во время Второй мировой войны в марте 1945 года, барочный алтарь был полностью разрушен. Благодаря инициативе бывшего директора гимназии Теодорианума Франца Йозефа Вебера и инициатора Георга Хагенхоффа, Падерборн посчитал возможным содержание церкви. Вместе с городом Падерборн и землёй Северный Рейн-Вестфалия расходы были сокращены втрое.
На первых двух этапах строительства (1989—1990 и 1990—1993 годы) «великая архитектура» была восстановлена примерно за 1,8 миллионов немецких марок.
На третьем — пятом этапе строительства (1993—1994, 1995 и 1996—1997 годы) с помощью известных скульпторов были восстановлены орнаменты, цветочные декор и путти на сумму около 2,7 миллионов немецких марок.
На шестом — седьмом этапе строительства (1998—2000 и 2000—2001 гг.) Были завершены оставшиеся работы по цветочному декору, а также созданы четыре фигуры евангелистов на втором этаже и начался процессзолочения. Затраты составили около 2,2 млн немецких марок.
На восьмом и последнем этапе строительства (2002—2004 гг.) было выполнено золочение и окраска примерно за 1,3 млн немецких марок. В общей сложности восемь миллионов немецких марок (около четырёх миллионов евро) было потрачено за 15 лет на реконструкцию церкви. Также была проведена полная реконструкция с использованием фотографий и шаблонов.